# 간노 유고

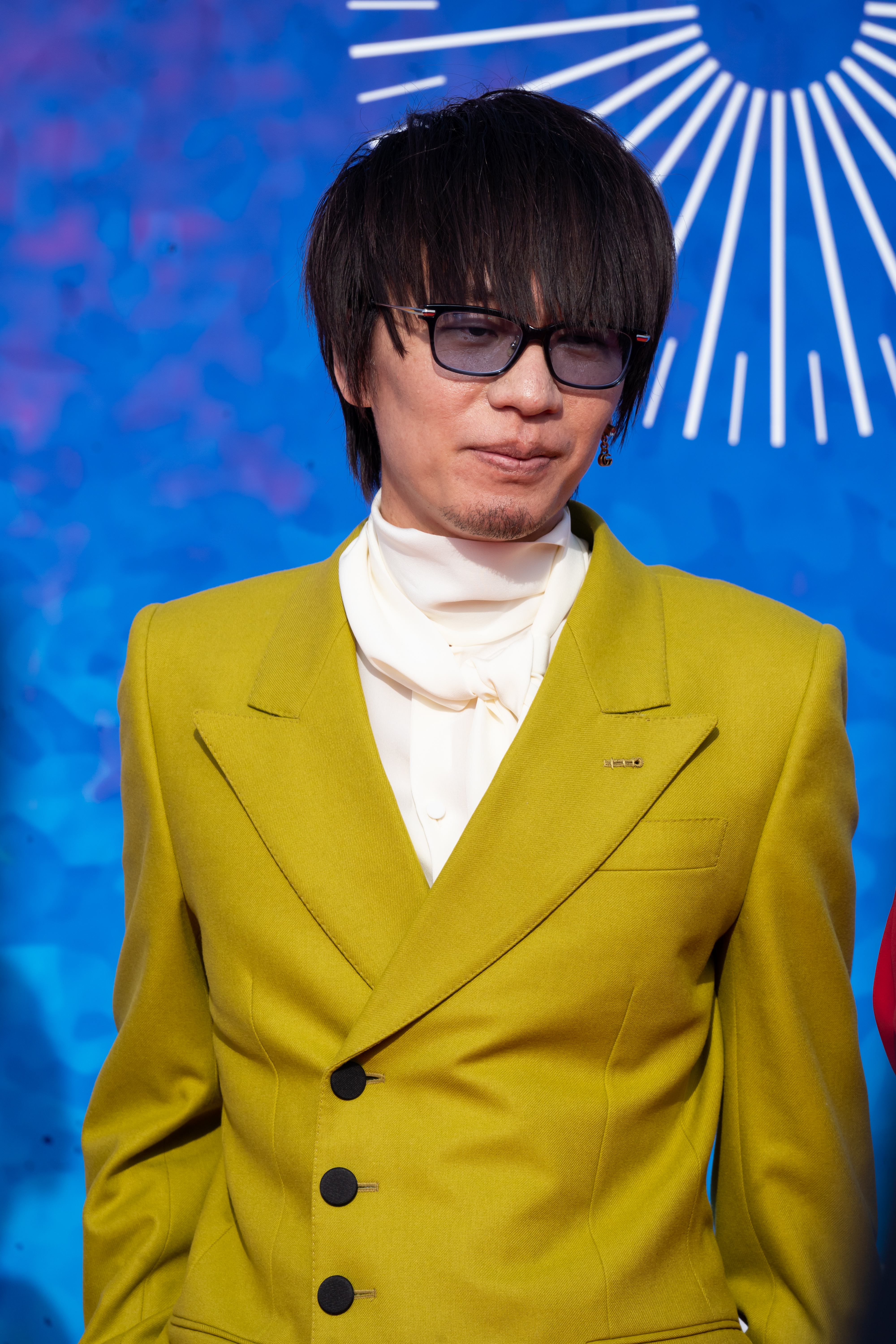

간노 유고(菅野祐悟, Kanno Yūgo, 1977년 6월 5일 ~ )는 일본의 작곡가이자 음악가로, 많은 TV 드라마, 애니메이션 시리즈, 영화 작품으로 잘 알려져 있다.

## 음반

### 텔레비전 작품
- 어텐션 플리즈
- 사프리 (드라마)
- 어텐션 플리즈
- 밤비노!
- 갈릴레오 (드라마)
- 호타루의 빛
- SP (드라마)
- 붉은 실 (드라마)
- 어텐션 플리즈
- 불모지대
- 미스터 브레인
- 호타루의 빛
- 외교관 쿠로다 코사쿠
- 수수께끼 풀이는 저녁식사 후에
- 레지던트~5명의 연수의
- 갈릴레오 (드라마)
- 군사 간베에
- 사쿠라코 씨의 발밑에는 시체가 묻혀 있다

### 애니메이션 작품
- D.C. 다카포
- 일기당천
- 워킹맨 (드라마)
- 도서관 전쟁
- PSYCHO-PASS
- 건담 G의 레콘키스타
- PSYCHO-PASS
- 아인 (만화)
- 2.43 세이인 고교 남자 배구부
- 레지던트 이블: 무한의 어둠
- 플루토 (만화)

### 영화 작품
- 붉은 실 (드라마)
- 소림소녀
- 용의자 X의 헌신 (영화)
- 아말피 여신의 보수
- 카이지 (영화)
- SP (드라마)
- 카이지 2
- 호타루의 빛
- 기린의 날개#영화
- 수수께끼 풀이는 저녁식사 후에
- 3월의 라이온
- 배트맨 닌자
- 명탐정 코난: 할로윈의 신부
- 명탐정 코난: 흑철의 어영
- 샌드 랜드

### 게임 작품
- 인왕 (비디오 게임)
- 인왕 2